# Wasserstraße 35 (Stralsund)

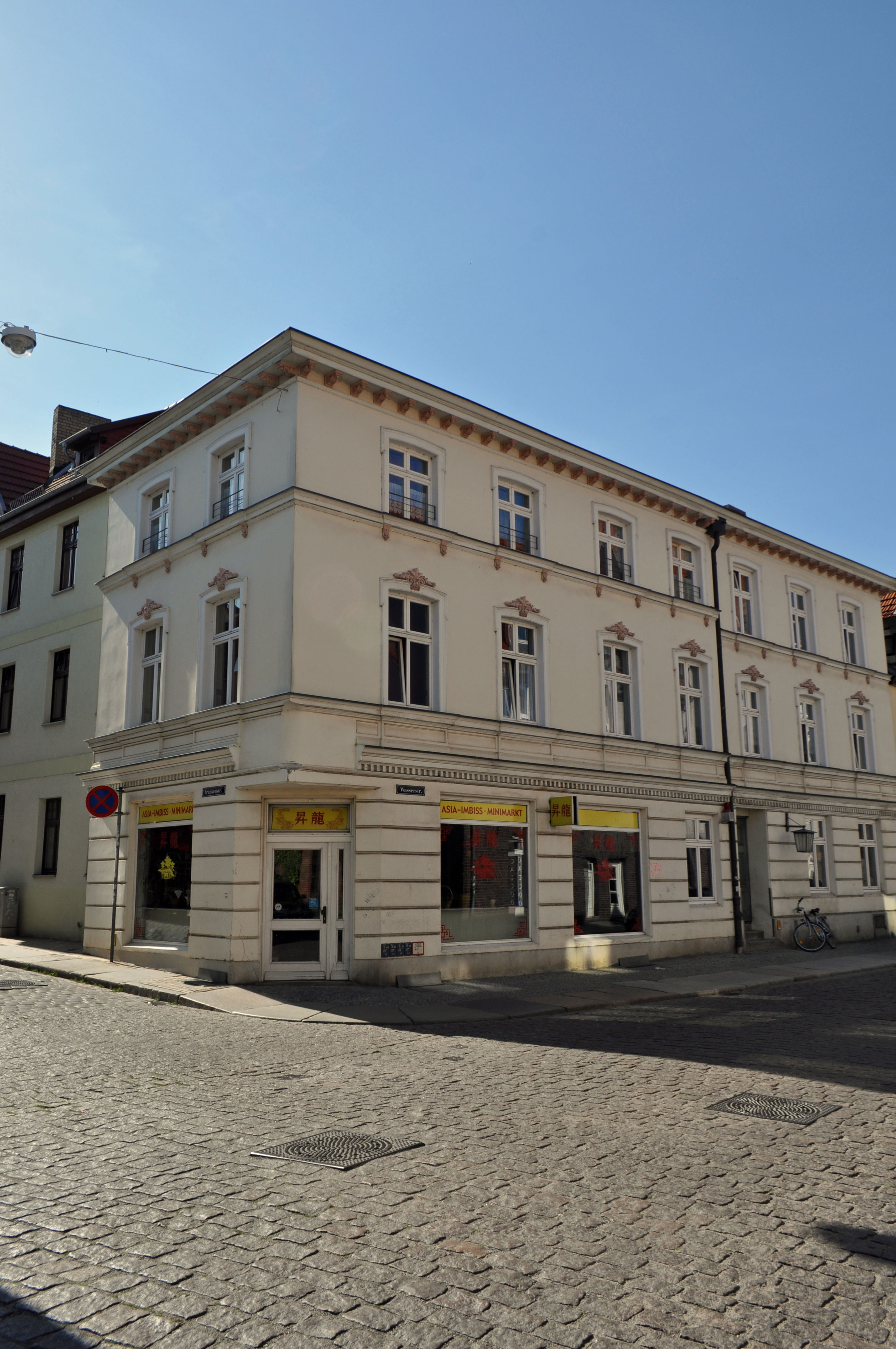
Das Haus Wasserstraße 35 in Stralsund (2013)

Das Gebäude mit der postalischen Adresse Wasserstraße 35 ist ein denkmalgeschütztes Bauwerk in der Wasserstraße in Stralsund, an der Ecke zur Frankenstraße.
Der dreigeschossige und siebenachsige, traufständige Putzbau wurde im Jahr 1868 errichtet.
Die Fassade weist im Erdgeschoss Putznutung auf. Gurtgesimse trennen die Geschosse optisch, ein Hauptgesims ruht auf Konsolen. Im ersten Obergeschoss sind die Fenster bekrönt.
Das Haus liegt im Kerngebiet des von der UNESCO als Weltkulturerbe anerkannten Stadtgebietes des Kulturgutes „Historische Altstädte Stralsund und Wismar“. In die Liste der Baudenkmale in Stralsund ist es mit der Nummer 777 eingetragen.